# Нехворостний (Нефоросний) Олексій Іванович
Олексій Іванович Нефоросний (Нехворостний) (25 січня 1897, село Бакумівка Миргородського повіту Полтавської губернії, тепер Миргородського району Полтавської області — розстріляний 6 грудня 1937, місто Харків) — український радянський державний діяч, голова Запорізької міської ради, голова Волинського окрвиконкому, ректор Харківського державного університету (1934—1937). Член ВУЦВК 5—6-го скликань.

## Життєпис
Народився 13 (25) січня 1897 року в бідній селянській родині. З тринадцятирічного віку наймитував, працював у ковальській майстерні в селі Сорочинці Полтавської губернії. У 1913 році був заарештований за революційну діяльність, але незабаром звільнений.
Член РСДРП(б) з серпня 1915 року.
З 1915 року — коваль на заводі у місті Катеринославі. У 1916 році заарештований поліцією за революційну діяльність, потім звільнений із ув'язнення. У 1917—1918 роках працював у рейко-прокатному цеху Брянського заводу у місті Катеринославі.
Брав активну участь у громадянській війні: організовував партизанські загони у Миргородському повіті на Полтавщині, служив у Червоній армії та воював на фронті проти Денікіна, працював у підпіллі. У 1918 та 1919 році декілька разів арештовувався за революційну діяльність.
У 1919—1921 роках — голова виконавчого комітету Миргородської повітової ради Полтавської губернії.
У 1921—1923 роках — голова виконавчого комітету Проскурівської повітової ради Подільської губернії.
У 1923—1928 роках — слухач робітничого факультету Харківського технічного інституту; студент юридичного факультету Харківського інституту народного господарства.
У 1928—1930 роках — заступник завідувача Головпросвіти Народного комісаріату освіти Української СРР.
У січні — вересні 1930 року — голова виконавчого комітету Волинської окружної ради у місті Житомирі.
17 вересня 1930 — 12 січня 1933 року — голова Запорізької міської ради.
У січні 1933—1934 роках — завідувач Вінницького обласного земельного управління.
У 1934 році — завідувач відділу культури і пропаганди Харківського міського комітету КП(б)У.
У грудні 1934 — січні 1937 року — ректор Харківського державного університету, член Ради при Народному комісаріаті освіти Української СРР. У січні 1937 року виключений з партії та звільнений з роботи в університеті за те, що «допустив засмічення університету контрреволюційними елементами, троцькістами і націоналістами».
У лютому — липні 1937 року — директор Харківської середньої школи № 5.
У липні 1937 року заарештований органами за звинуваченням у діяльності «контрреволюційної організації правих». 5 грудня 1937 року засуджений Військовою колегією Верховного суду СРСР до розстрілу. Розстріляний наступного дня.
Посмертно реабілітований у 1957 році.
У різні роки входив до складу ВУЦВК, був делегатом XII з'їзду КП(б)У, членом губкомів і обкомів партії в Полтаві, Вінниці, Дніпропетровську, входив до складу Харківського міськкому КП(б)У. Був депутатом Харківської міської ради трьох скликань.